# 二十四史
二十四史（にじゅうしし）とは、清代に標準として制定された『史記』から『明史』までの24部の正史をいう。

## 概要
司馬遷『史記』によって紀伝体の史書という形式が生まれ、続編として班固『漢書』が書かれることによって断代史という概念が生まれた。南北朝時代にはこれに『東観漢記』を加えたものを三史と呼ぶようになった。『東観漢記』を書き改めて成立した後漢書と三国志までは、歴史家の個人的な著作物（私撰）だったものを歴史家の没後に歴代王朝が公認して正史としたものである。唐代になると、皇帝が官吏に命じて正史を編纂するようになり、それまでの各王朝の正史が補われ、三史より後の三国から隋にいたる史書をあわせて「十史」と呼んだ。ただ、このことによって歴史記録は手厚く保存されるようになったものの、多数の官吏が別々に書くために著述に一貫性を欠き、編者の思想が弱くなったために史書としての完成度は低くなったとされる。
宋書などの南北朝時代の正史は北宋時代以前に一度散逸しており、北宋時代に保存状況の良かった北史・南史から材料を拾って復元している。その後も新しい王朝が成立するたびに国家事業として前王朝の歴史書を編纂するようになったが、厳密にはタイムラグがあり、例えば遼史はその後の金朝滅亡までに完成せず、次の次の元朝に於いて金史・宋史と一緒に編纂されている。
清の乾隆4年（1739年）、明代の標準であった二十一史に『明史』、『旧唐書』、および『永楽大典』から集逸した『旧五代史』を加えて欽定二十四史とした。二十四史は乾隆4年から乾隆49年（1784年）までかけて武英殿で刊行された。
1930年代に上海商務印書館は、張元済の「これまでの正史は誤謬が多く読めるような状態ではないから、良い版本（善本）を日本などに求めて刊行すべきだ」という主張により善本を集めて影印した百衲本二十四史を出版した。この当時、既に三国志の善本は中国大陸になく、日本の皇室が蔵していた宋本を影写して刊行している。
中華人民共和国では1959年から1965年までかけて前四史（史記・漢書・後漢書・三国志）の校点本が中華書局から出版された。その後文化大革命のために二十四史の出版事業はいったん停止するが、1977年までかけて二十四史と『清史稿』校点本の出版が完了した。2007年から修訂事業が開始されている。

## 一覧
|    | 書名     | 著者               | 成立       | 巻数  | 構成                                                     |
| -- | -------- | ------------------ | ---------- | ----- | -------------------------------------------------------- |
| 1  | 史記     | 前漢・司馬遷       | 紀元前91年 | 130巻 | 本紀12巻、表10巻、書8巻、世家30巻、列伝70巻              |
| 2  | 漢書     | 後漢・班固         | 82年       | 100巻 | 本紀12巻、列伝70巻、表8巻、志10巻                        |
| 3  | 後漢書   | 南朝宋・范曄       | 432年      | 120巻 | 本紀10巻、列伝80巻、志30巻                               |
| 4  | 三国志   | 晋・陳寿           | 3世紀末    | 65巻  | 魏国志30巻（本紀4巻、列伝26巻）、蜀国志15巻、呉国志20巻  |
| 5  | 晋書     | 唐・房玄齢他       | 648年      | 130巻 | 帝紀10巻・載記30巻、列伝70巻、志20巻                     |
| 6  | 宋書     | 南朝斉・沈約       | 488年      | 100巻 | 本紀10巻、列伝60巻、志30巻                               |
| 7  | 南斉書   | 南朝梁・蕭子顕     | 6世紀前半  | 59巻  | 本紀8巻、志11巻、列伝40巻                                |
| 8  | 梁書     | 唐・姚思廉         | 636年      | 56巻  | 本紀6巻、列伝50巻                                        |
| 9  | 陳書     | 唐・姚思廉         | 636年      | 36巻  | 本紀6巻、列伝30巻                                        |
| 10 | 魏書     | 北斉・魏収         | 554年      | 114巻 | 本紀14巻、列伝96巻、志20巻                               |
| 11 | 北斉書   | 唐・李百薬         | 636年      | 50巻  | 本紀8巻、列伝42巻                                        |
| 12 | 周書     | 唐・令狐徳棻他     | 636年      | 50巻  | 帝紀8巻、列伝42巻                                        |
| 13 | 隋書     | 唐・魏徴、長孫無忌 | 656年      | 85巻  | 本紀5巻、志30巻、列伝50巻                                |
| 14 | 南史     | 唐・李延寿         | 659年      | 80巻  | 本紀10巻、列伝70巻                                       |
| 15 | 北史     | 唐・李延寿         | 659年      | 100巻 | 本紀12巻、列伝88巻                                       |
| 16 | 旧唐書   | 後晋・劉昫他       | 945年      | 200巻 | 本紀20巻、列伝150巻、志30巻                              |
| 17 | 新唐書   | 北宋・欧陽脩、宋祁 | 1060年     | 225巻 | 本紀10巻、志50巻、表15巻、列伝150巻                      |
| 18 | 旧五代史 | 北宋・薛居正他     | 974年      | 150巻 | 梁書24巻、唐書50巻、晉書24巻、漢書11巻、周書22巻、志12巻 |
| 19 | 新五代史 | 北宋・欧陽脩       | 1053年     | 74巻  | 本紀12巻、列伝45巻、考3巻、世家及年譜11巻、四夷附録3巻   |
| 20 | 宋史     | 元・脱脱他         | 1345年     | 496巻 | 本紀47巻、志162巻、表32巻、列伝255巻                     |
| 21 | 遼史     | 元・脱脱他         | 1345年     | 116巻 | 本紀30巻、志32巻、表8巻、列伝45巻、国語解1巻             |
| 22 | 金史     | 元・脱脱他         | 1345年     | 135巻 | 本紀19巻、志39巻、表4巻、列伝71巻                        |
| 23 | 元史     | 明・宋濂、高啓他   | 1370年     | 210巻 | 本紀47巻、表8巻、志58巻、列伝97巻                        |
| 24 | 明史     | 清・張廷玉等       | 1739年     | 332巻 | 本紀24巻、列伝220巻、表13巻、志75巻、目録4巻             |

## 続編
- 新元史 - 1919年に柯劭忞が中心となって編纂された。本紀26巻、表7巻、志70巻、列伝154巻から構成される。
- 清史稿 - 1927年に趙爾巽が中心となって編纂された。本紀25巻、志142巻、表53巻、列伝316巻の536巻から構成される[注 7]。

中華民国期に至って、元史を改めた『新元史』が編纂され、政府によって正史に加えられて二十五史となった。しかし、『新元史』のかわりに、同じく民国期の編纂による『清史稿』を数えて「二十五史」とする場合もあり、一定しない。『新元史』『清史稿』をともに含めた「二十六史」という呼び方もされている。
また、第二次世界大戦後の1961年に中華民国政府の手によって『清史稿』を改訂して正史としての『清史』が編纂されたが、北京の中華人民共和国政府は、同書が中国国民党の史観によって『清史稿』を改悪したものであるとしてその存在価値を認めていない。中華人民共和国は国家清史編纂委員会を立ち上げ、独自の『清史』を2002年より編纂中。当初は2013年の完成を予定していたが、内容に万全を期するため、何度か先送りされている。

## 二十四史の部分集合
- 三史 - 現在三史とは通常は『史記』・『漢書』・『後漢書』のことであるが、六朝時代ころまでは『史記』・『漢書』・『東観漢記』の3つを三史と呼んでいた。その他に『戦国策』・『史記』・『漢書』の3つや『書経』・『詩経』・『春秋』の3つを三史と呼ぶ例もある[4]。
- 四史 - 『史記』・『漢書』・『後漢書』・『三国志』。正史の最初の4種であるため「前四史」ともいう。
- 十史 - 唐代に補われた、三史より後の『三国志』から『隋書』までをいう。
- 十三史 - 三史と十史をあわせた、『史記』から『隋書』までの正史をいう。唐代の標準。
- 十七史 - 十三史に『南史』・『北史』・『唐書』・『五代史』を加えたもの。宋代の標準であり、『三字経』にも「十七史、全在茲」という。宋以降にも十七史の名は使われ、毛晋は汲古閣本十七史を出版した。王鳴盛の『十七史商榷』が有名だが、この著書は『旧唐書』と『旧五代史』を含んでいるために実際には十九史になっている。なお宋の目録類で『南史』・『北史』は別史・雑史扱いであり、十三史に新旧の『唐書』・『五代史』を加えたものが本来の十七史であったが、『旧唐書』・『旧五代史』が廃れたためにかわりに『南史』・『北史』を加えて十七史としたともいう[5]。
- 十八史 - 十七史に『宋史』を加えたものをいう。ただし曾先之『十八史略』においてはまだ『宋史』が未完成であったため、その代わりに『続宋編年資治通鑑』（李熹）と『続宋中興編年資治通鑑』（劉時挙）の二書を『宋鑑』としてひとつと数え、十八史とする。
- 二十一史 - 十七史に『宋史』・『遼史』・『金史』・『元史』を加えたもの。明代の標準。
- 二十二史 - 二十一史に『明史』を加えたものをいう。ただし、銭大昕の『二十二史考異』においては二十四史から『旧五代史』および『明史』を抜いたものであり、趙翼の『二十二史箚記』においては二十四史から『新唐書』および『新五代史』を抜いたものである。

|    | 書名     | 前三史 | 後三史 | 四史 | 十三史 | 十七史 | 十八史 | 二十一史 | 二十二史 | 二十四史 | 二十五史 | 二十六史 |
| -- | -------- | ------ | ------ | ---- | ------ | ------ | ------ | -------- | -------- | -------- | -------- | -------- |
| 1  | 史記     | ○      | ○      | ○    | ○      | ○      | ○      | ○        | ○        | ○        | ○        | ○        |
| 2  | 漢書     | ○      | ○      | ○    | ○      | ○      | ○      | ○        | ○        | ○        | ○        | ○        |
| 3  | 後漢書   | －     | ○      | ○    | ○      | ○      | ○      | ○        | ○        | ○        | ○        | ○        |
| 4  | 三国志   | －     | －     | ○    | ○      | ○      | ○      | ○        | ○        | ○        | ○        | ○        |
| 5  | 晋書     | －     | －     | －   | ○      | ○      | ○      | ○        | ○        | ○        | ○        | ○        |
| 6  | 宋書     | －     | －     | －   | ○      | ○      | ○      | ○        | ○        | ○        | ○        | ○        |
| 7  | 南斉書   | －     | －     | －   | ○      | ○      | ○      | ○        | ○        | ○        | ○        | ○        |
| 8  | 梁書     | －     | －     | －   | ○      | ○      | ○      | ○        | ○        | ○        | ○        | ○        |
| 9  | 陳書     | －     | －     | －   | ○      | ○      | ○      | ○        | ○        | ○        | ○        | ○        |
| 10 | 魏書     | －     | －     | －   | ○      | ○      | ○      | ○        | ○        | ○        | ○        | ○        |
| 11 | 北斉書   | －     | －     | －   | ○      | ○      | ○      | ○        | ○        | ○        | ○        | ○        |
| 12 | 周書     | －     | －     | －   | ○      | ○      | ○      | ○        | ○        | ○        | ○        | ○        |
| 13 | 隋書     | －     | －     | －   | ○      | ○      | ○      | ○        | ○        | ○        | ○        | ○        |
| 14 | 南史     | －     | －     | －   | －     | ○      | ○      | ○        | ○        | ○        | ○        | ○        |
| 15 | 北史     | －     | －     | －   | －     | ○      | ○      | ○        | ○        | ○        | ○        | ○        |
| 16 | 旧唐書   | －     | －     | －   | －     | －     | －     | －       | －       | ○        | ○        | ○        |
| 17 | 新唐書   | －     | －     | －   | －     | ○      | ○      | ○        | ○        | ○        | ○        | ○        |
| 18 | 旧五代史 | －     | －     | －   | －     | －     | －     | －       | －       | ○        | ○        | ○        |
| 19 | 新五代史 | －     | －     | －   | －     | ○      | ○      | ○        | ○        | ○        | ○        | ○        |
| 20 | 宋史     | －     | －     | －   | －     | －     | ○      | ○        | ○        | ○        | ○        | ○        |
| 21 | 遼史     | －     | －     | －   | －     | －     | －     | ○        | ○        | ○        | ○        | ○        |
| 22 | 金史     | －     | －     | －   | －     | －     | －     | ○        | ○        | ○        | ○        | ○        |
| 23 | 元史     | －     | －     | －   | －     | －     | －     | ○        | ○        | ○        | ○        | ○        |
| 24 | 明史     | －     | －     | －   | －     | －     | －     | －       | ○        | ○        | ○        | ○        |
| 25 | 新元史   | －     | －     | －   | －     | －     | －     | －       | －       | －       | △        | ○        |
| 26 | 清史稿   | －     | －     | －   | －     | －     | －     | －       | －       | －       | △        | ○        |
| 27 | 東観漢記 | ○      | －     | －   | －     | －     | －     | －       | －       | －       | －       | －       |